# Ashampoo Photo Commander
Photo Commander ist ein Bildverwaltungs- und Bearbeitungsprogramm des Herstellers Ashampoo. Mit der Software lassen sich Fotodateien bearbeiten und Videos sichten. Auch bietet das Programm Assistenten zur Stapelkonvertierung, Kalendererstellung, Internetseitenerstellung, Verschlagwortung mit Metadaten und Funktionen für die generelle Verwaltung und Sortierung von Bildersammlungen an. Es werden circa 50 verschiedene Bildformate unterstützt, darunter auch spezielle RAW-Formate von Digitalkameras. 
Die Software unterstützt Windows ab Version 7 und wird in über 20 Sprachen angeboten.

## Funktionen
- Automatische Bildoptimierung (Farben, Kontrast)
- Beschneiden/Drehen/Erstellen von Fotos und Grafiken
- Bildbearbeitung (Farben, Effekte, Weißabgleich, Farbtiefe, 3D-Perspektive)
- Erstellen von Objekten (Pfeile, Text, Symbole, Emoticons)
- Stapelverarbeitung mit Befehlsdateien (*.apcbatch)
- Slideshow auf CD/DVD brennen
- Erstellen von Kalendern, Slideshows, Collagen, Grußkarten, Foto-Webseiten
- Neudatierung/Mehrfachumbenennung von Dateien
- Schnelles Filtern/Sortieren von Bilddateien über EXIF-, IPTC-, GPS-Daten
- Anzeige und Auflösung von GPS-Metadaten (Straße, Ort, Land)
- Import-Funktion für Fotos von Scanner, Digitalkamera, Handy
- PlugIn-System für erweiterte Dateiformatunterstützung
- Multi-Monitor-Unterstützung
- High-DPI Unterstützung
- Hardwarebeschleunigte (Direct2D) Fotoanzeige
- Automatische Erkennung von Duplikaten

## Entstehung
Der Photo Commander wurde vom Wiener Nikolaus Brennig programmiert. Ursprünglich Ende der 90er Jahre unter dem Namen SlowView entwickelt und als Freeware angeboten, wurde die Software im Jahr 2004 in erweiterter Version als Shareware angeboten. Seit dem Jahr 2005 wird die Software exklusiv unter dem Namen Photo Commander von der Firma Ashampoo vermarktet und verkauft. 